# Seleção Guineana de Voleibol Masculino
A seleção guineana  de voleibol masculino é uma equipe do continente africano, composta pelos melhores jogadores de voleibol da Guiné. É mantida pela Federação Guineense de Voleibol (FGVB). Encontra-se na 134ª posição do ranking mundial da FIVB segundo dados de setembro de 2021.